# 樟木乡 (桂阳县)
樟木乡原属湖南省桂阳县下辖乡。2012年4月撤销，樟木乡与板桥乡成建制并入流峰镇。撤销前的樟木乡行政区划代码431021212，2011年末下辖樟木村、上龙村、西湖村、龙桥村、五爱村、板溪村、璜溪村、枫溪村、塘源村、寨脚村、关冲村、大禾村、禾苍村、莲合村共计14行政村。